# Скуг, Каролина
Каролина Мария Скуг (швед. Karolina Maria Skog, урождённая Альготссон, Algotsson; род. 30 марта 1976, Охус, Кристианстад) — шведский политический и государственный деятель. Член риксдага от Партии зелёных с 2018 года. В прошлом — член городской комиссии коммуны Мальмё (2010—2016), министр окружающей среды Швеции (2016—2019).